# Friedrich Jorns

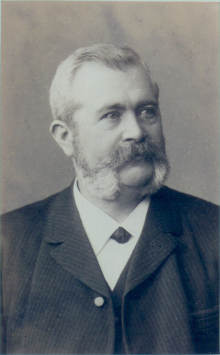
Friedrich Jorns – 1900

Friedrich (Fritz) Jorns (* 20. September 1837 in Katzenstein bei Osterode am Harz; † 18. August 1910 in Osterode) war ein deutscher Kupferwerksinhaber und nationalliberaler Parlamentarier.

## Leben
Jorns stammte aus einer Familie von Kupferwerkseigentümern. Sein Vater war Johann Friedrich Jorns (1796–1855), seine Mutter Auguste Amalie Jorns, geb. Greve (1806–1880). Er besuchte nach Volksschule und Progymnasium in Osterode das Privatinstitut Anhagen in Hannover. Anschließend studierte er an der Bergakademie in Berlin. Als Fachmann für das Kupferhammerschmieden arbeitete Jorns anschließend in verschiedenen deutschen und einem englischen Werk.

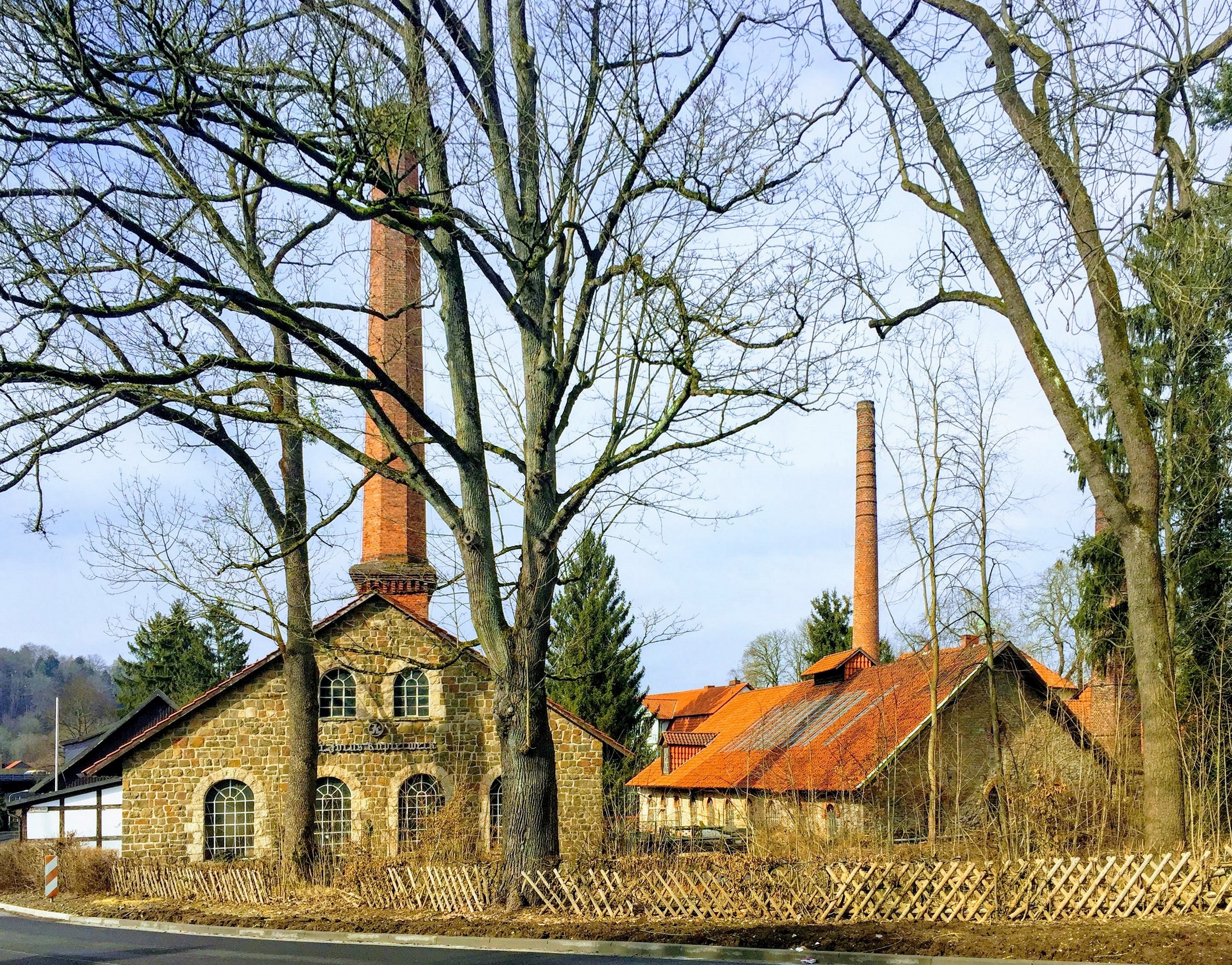
Kupferhammer Jorns am Rotemühlenweg in Osterode am Harz

Zusammen mit seinem Bruder Gustav Adolf Jorns (1830–1901) führte Jorns zunächst gemeinsam das Familienunternehmen weiter. Wegen Meinungsverschiedenheiten trennten sich die Brüder. Der Bruder gründete in Hannover ein eigenes Kupferwerk. Ab 1872 war Jorns alleiniger Inhaber der Firma Jorns Kupferwerk in Osterode. Er erweiterte das Unternehmen um zwei Hammerstraßen. Jorns Kupferwerk lieferte für zahlreiche bekannte Gebäude Dachkupferplatten. Den Auftrag für die Kupferarbeiten am Hermannsdenkmal bei Detmold führten die beiden Brüder Jorns gemeinsam aus.
In seinem Geburtsort Katzenstein gehörte er der Gemeindevertretung an. In Osterode war Jorns ab 1876 Neubürger, ab 1889 Bürgervorsteher, ab 1895 Bürgervorsteher-Worthalter und ab 1897 auch Mitglied des Kreistages.
Dem preußischen Abgeordnetenhaus gehörte Jorns als nationalliberaler Abgeordneter von 1894 bis 1908 an. Außerdem war er Mitglied des Reichstages von 1893 bis 1898 und erneut von 1900 bis 1908.